# Viola Gentry
Viola Estelle Gentry (Rockham, Carolina del Norte, Estados Unidos 1894 - 23 de junio de 1988) fue una aviadora estadounidense, más conocida por establecer el primer récord femenino de resistencia sin repostaje.

## Biografía
Gentry nació en el Condado de Rockham, Carolina del Norte. Aprendió a pilotar un avión en 1924, convirtiéndose en la primera mujer de Carolina del Norte en pilotar una aeronave.
El 20 de diciembre de 1928, Gentry voló 8 horas, 6 minutos y 37 segundos, lo que supuso el primer récord femenino de resistencia sin repostar. Voló en un Travel Air 9000. Este récord se batió en 1929 cuando Bobbi Trout voló desde California durante 12 horas seguidas. Tras el vuelo de Elinor Smith, de trece horas y media continuada, creando un nuevo record de vuelo femenino, la Federación Aeronáutica Internacional (FAI) reguló las normas que establecían que los récords de resistencia tenían que batirse en una hora completa.

### Intento de julio de 1929
En el intento de recuperar el récord de resistencia, Gentry intentó otro vuelo de resistencia que partió el 27 de julio de 1929. Su avión, "The Answer", se estrelló en un campo de Old Westbury, Long Island, Nueva York, matando a su copiloto Jack Ashcraft. Gentry sobrevivió al accidente con el cráneo fracturado y los hombros aplastados. Fue trasladada de urgencia a un hospital de la cercana Mineola, donde pasó más de seis meses recuperándose.
Tras ser dada de alta del hospital de Mineola, Gentry se instaló con unos amigos en Freeport, Long Island, Nueva York. No consiguió más trabajo como piloto de resistencia aunque volvió a volar como pasajera.

### Intento de diciembre de 1933
En 1931, Gentry abandonó la aviación profesional y volvió a su anterior trabajo como cajera en un restaurante de Carolina del Norte. A pesar del cambio de carrera, continuó intentando establecer récords de resistencia en vuelo. El 10 de diciembre de 1933, Gentry despegó de Miami, Florida, en un nuevo intento de batir el récord, apoyada por su copiloto Frances Marsalis y una nave de reabastecimiento tripulada por Jack Loesing y Fred Fetterman. Gentry pretendía permanecer diez días en el aire y batir así el récord entonces vigente de ocho días, cuatro horas y seis minutos, establecido por Marsalis y Thaden en Valley Stream.
Gentry continuó durante toda su vida abogando por la aviación, promoviéndola entre las mujeres y los hombres jóvenes. En 1934, Gentry y su marido se declararon en quiebra. En 1954, Viola Gentry recibió el Trofeo Aéreo Lady Hay Drummond-Hay en reconocimiento a sus esfuerzos en favor de la mujer en la aviación. Gentry fue amiga durante mucho tiempo de la aviadora Amelia Earhart, ambas intentaron ayudar a su amiga común, Irene Craigmile Bolam, a encontrar la felicidad introduciéndola en la aviación.